# AMD Radeon Software
El programari AMD Radeon és un controlador de dispositiu i un paquet de programari d'utilitat per a les targetes gràfiques i les APU Radeon d'AMD. La seva interfície gràfica d'usuari està construïda amb Qt i és compatible amb les distribucions de Windows i Linux de 64 bits.

## Paquet de programari
El programari Radeon inclou el conjunt de funcions següent:
- Gestió de perfils de joc
- Overclocking i undervolting
- Seguiment del rendiment
- Gravació i streaming
- Gestió de vídeos i captures de pantalla capturats
- Notificacions d'actualització de programari
- Assessor d'actualització

Radeon Anti-Lag redueix la latència d'entrada. Ajuda quan la GPU està bloquejant la CPU i és compatible amb DirectX 9, 11 i 12. Radeon Super Resolution és una tecnologia d'augment d'escala d'imatges similar a FidelityFX Super Resolution (FSR), però no s'ha de personalitzar per a jocs específics. Funciona en milers de jocs, però AMD recomana utilitzar FSR quan estigui disponible. Radeon Boost també utilitza l'augment d'escala d'imatges per augmentar el rendiment, però a diferència d'altres tecnologies d'AMD, només ho fa en determinats moments, com ara quan es mou ràpidament el ratolí. Això s'interpreta com una escena amb molta acció on la qualitat de la imatge es pot reduir temporalment sense gaire efecte notable. Això només funciona en jocs compatibles. HYPR-RX permet Radeon Anti-Lag, Boost i Super Resolution. En els jocs compatibles, això es fa automàticament segons la configuració del programari Radeon d'un usuari; en cas contrari, requereix alguna configuració al joc. HYPR-RX requereix una GPU RDNA3.
Radeon Chill redueix el rendiment quan els controladors AMD detecten moments d'inactivitat als jocs i poden establir límits de velocitat de fotogrames. La memòria d'accés intel·ligent permet augmentar el rendiment potencial en sistemes que utilitzen CPU AMD Ryzen i targetes de vídeo Radeon. Radeon Enhanced Sync redueix el trencament de la pantalla com vsync, però evita limitar les velocitats de fotogrames a la freqüència de refresc del monitor. Això pot reduir el retard d'entrada associat amb vsync. Això està limitat a DirectX 9, 10 i 12. AMD Link permet als usuaris transmetre contingut a dispositius mòbils, televisors intel·ligents compatibles,  i altres ordinadors amb targetes de vídeo Radeon. El client requereix una aplicació gratuïta, que està disponible a Google Play, Apple App Store i Amazon Appstore.
El programari es coneixia anteriorment com AMD Radeon Settings, AMD Catalyst i ATI Catalyst. AMD va deixar de proporcionar versions de 32 bits l'octubre de 2018.

## Maquinari compatible
El programari AMD Radeon està dissenyat per donar suport a tots els blocs de funcions presents a una GPU o una matriu d'APU. A més del codi d'instruccions dirigit a la representació, inclou controladors de pantalla i els seus blocs SIP per a la descodificació de vídeo (Unified Video Decoder (UVD)) i la codificació de vídeo (Video Coding Engine (VCE)).
El controlador del dispositiu també admet AMD TrueAudio, un bloc SIP per realitzar càlculs relacionats amb el so.

### Productes compatibles
El programari AMD Radeon admet les següents línies de productes AMD (i tradició ATI) destinades a la renderització:
- Unitats de processament gràfic (GPU)
- Unitats de processament accelerat (APU)

Les línies de productes següents són probablement </link> no és compatible amb el programari AMD Radeon, sinó per algun altre programari, que (per exemple) té la certificació OpenGL:
- Línia de productes AMD FireStream per a GPGPU en superordinadors i altres.
- Línia de productes AMD FireMV per a configuracions de diversos monitors (obsolet perquè AMD Eyefinity està disponible en tots els productes de consum).
- Línia de productes AMD FirePro per a professionals que requereixen suport certificat OpenGL.